# کانچورا
کانچورا (انگلیسی: Kanchura) یک شهرک در شهرستان کویورگازینسکی جمهوری باشقیرستان در کشور روسیه است.